# 1cP-MIPLA
1cP-LSD（或称为：1-环丙甲酰基-MIPLA，1-cyclopropanoyl-MIPLA，或1-环丙甲酰基-N-甲基-N-异丙基麦角酰胺，1-cyclopropanoyl-N-methyl-N-isopropyllysergamide）是一种有机化合物，化学式为C24H29N3O2，为麦角酸二乙酰胺（LSD）衍生物，最早在日本被发现。